# Тускляк жёлтый
Тускляк жёлтый (лат. Amara fulva) — вид тусляков из семейства жужелиц и подсемейства харпалин (Harpalinae).

## Описание
Жук длиной от 8 до 10 мм. Тело от рыжего до коричневого цвета, обычно с голубоватым оттенком.

## Распространение
Палеарктический вид. Распространён от Европы до Малой Азии и на восток в западную часть Сибири. Интродуцирован в Северную Америку.

## Экология и местообитания
Ксерофильный вид, предпочитающий открытые местообитания с разреженной растительностью на песчаных почвах. Часто отмечается на сельскохозяйственных угодьях и пустошах. Вид активен в ночное время, а днем зарывается в почву. В центральной части Восточно-Европейской равнины (Брянская область) напочвенная активность отмечается с середины июня до октября с единственным пиком в августе. Размножение наблюдается с середины июля до конца сентября. Длительность эмбрионального развития составляет 7 — 8 дней. Личинки первого возраста развиваются 10 — 11 дней, второго возраста — 13 — 16 дней. Личинки третьего возраста уходят на зимовку. Стадия куколки длится около 13 дней. Отмечено питание жуков и личинок семенами Persicaria maculosa? которые личинки часто запасают в своих в зимовальных камерах. Зимуют имаго и личинки. В полевых исследованиях была выявлена повышенная плотность зимующих личинок в местах осыпания семян P. maculosa.